# Hoàng Bật Đạt
Hoàng Bật Đạt (1827 - 1887), hiệu Tắc Trai, là quan nhà Nguyễn đã tham gia Khởi nghĩa Ba Đình trong lịch sử Việt Nam.

## Tiểu sử
Ông là người làng Bộ Đầu, huyện Hậu Lộc, tỉnh Thanh Hóa. Năm Tự Đức thứ 21 (1868), ông thi đỗ Cử nhân, được bổ làm Giáo thụ huyện Phong Doanh (nay là huyện Ý Yên, tỉnh Nam Định). Sau, ông được cử làm Tri huyện Lang Tài (nay là huyện Lương Tài, tỉnh Bắc Ninh).
Tháng 4 năm 1882, quân Pháp đánh thành Hà Nội lần thứ hai, Hoàng Bật Đạt đề nghị Tổng đốc Bắc Ninh tổ chức kháng chiến nhưng bị khước từ. Bất mãn, ông tự chiêu binh ngăn quân xâm lược. Bị quan trên ra lệnh giải tán, ông bèn bỏ nhiệm sở trở về quê.
Sau trận kinh thành Huế (tháng 7 năm 1885), phe chủ chiến thất bại khiến vua Hàm Nghi phải chạy ra Sơn phòng Tân Sở (Cam Lộ, Quảng Trị) ban bố dụ Cần Vương. Hưởng ứng, Hoàng Bật Đạt cùng với Phạm Bành mộ quân, rồi hiệp cùng lực lượng của Đinh Công Tráng, Nguyễn Đôn Tiết, v.v... đi đánh quân Pháp.
Tháng 2 năm 1886, để có chỗ kháng chiến lâu dài, các ông cùng đến cánh đồng chiêm trũng nằm giữa ba làng Mỹ Khê, Mậu Thịnh, Thượng Thọ thuộc huyện Nga Sơn, tỉnh Thanh Hóa lập căn cứ Ba Đình (vì mỗi làng có một ngôi đình, từ làng này có thể nhìn thấy đình hai làng kia nên gọi vậy).
Ngày 21 tháng 1 năm 1887, căn cứ Ba Đình bị quân Pháp phá hủy, Hoàng Bật Đạt tạm lánh về quê, rồi tìm đường sang Trung Quốc với tùy tướng là Lãnh binh Lê Văn Cộc, định củng cố lại lực lượng. Nhưng vì bị một thuộc hạ phản bội mật báo với Pháp, ông bị bắt ở Chi Nê (nay thuộc huyện Lạc Thủy, tỉnh Hòa Bình), đưa về giam ở nhà lao Thanh Hóa.
Không chịu khuất, Hoàng Bật Đạt bị quân Pháp giết chết vào năm đó (1887, hưởng dương 50 tuổi), và đưa đầu về bêu ở quê ông để uy hiếp những người chống lại họ. Trước khi bị hành hình tại pháp trường Mật Sơn (phường Đông Vệ, thành phố Thanh Hóa ngày nay) ông đã để lại bài thơ như sau:
Thằng Đạt hôm nay bị chém đầu
Trần gian ngoảnh lại nhắn đôi câu
Tấm thân bảy thước sao còn ngắn
Mà chí ngàn thu mãi sống lâu
Vết máu tô hoen trò đế bá
Nét son sổ toẹt mộng công hầu
Thằng nào chém tớ chém cho đứt
Có lấy công thời tớ trả cho.
Khi ông khởi nghĩa có làm một đôi câu đối để nói chí mình: 
Cố ý cứu sinh ư phục Việt;
Cam tâm thệ tử bất thần Tây.

### Nghĩa là:
Chí cứu muôn dân nên phục Việt
Lòng thề một chết chẳng hàng Tây.
Thủ lĩnh Hoàng Bật Đạt có người con trai tên là Hoàng Xuân Viễn, sau tham gia phong trào Đông Du của nhà yêu nước Phan Bội Châu.
Hiện nay ở quận Tân Bình, Thành phố Hồ Chí Minh có con đường mang tên Hoàng Bật Đạt. Tên ông cũng được vinh danh cho một tuyến đường tại thành phố Thanh Hóa, một tuyến phố ở thị trấn Hậu Lộc (Thanh Hóa), quê hương ông. Tại Đà Nẵng có một con đường mang tên ông tại phường Hòa Hải, quận Ngũ Hành Sơn.

## Sách tham khảo
- Nguyễn Q. Thắng-Nguyễn Bá Thế, Từ điển nhân vật lịch sử Việt Nam. Nhà xuất bản Khoa học xã hội, 1992.
- Hoàng Huyên, Tống Duy Tân, cuộc đời và thơ văn. Nhà xuất bản Văn hóa, 2007.
- Nguyễn Văn Kinh: Bố Vệ dấu xưa còn lại. Nhà xuất bản Thanh Hóa năm 2017.